# Vega Airlines
Vega Airlines war eine bulgarische Frachtfluggesellschaft mit Sitz in Sofia und Basis auf dem Flughafen Plowdiw.

## Geschichte
Vega Airlines wurde 1998 gegründet und bot mit ihren Antonow An-12 Charterflüge vor allem nach Europa und in den Nahen Osten an.
Am 21. Februar 2007 wurde Vega Airlines zusammen mit vier anderen Gesellschaften aus Bulgarien in die Liste der Betriebsuntersagungen für den Luftraum der Europäischen Union aufgenommen und die bulgarische Luftfahrtbehörde untersagte fortan Flüge in oder über das Gebiet der EU.
Seit November 2007 firmiert Vega Airlines als Cargo Air.

## Flotte
Die Flotte der Vega Airlines bestand aus sechs Flugzeugen:
- 6 Antonow An-12